# Capella de Sant Roc (Montblanc)
Capella de Sant Roc és una obra del municipi de Montblanc (Conca de Barberà) protegida com a bé cultural d'interès local.

## Descripció
És una capelleta votiva de Sant Roc, l'època de la construcció de la qual pot ser el segle XVIII-XIX encara que podria ser posterior. A l'interior de la fornícula, decorada amb una pintura mural on és representat un paisatge, hi ha la imatge de Sant Roc, amb la seva iconografia tradicional: mostrant les seves cames nafrades i acompanyat d'un gos amb un bocí de pa a la boca. La imatge està policromada. Aquesta capelleta es troba tancada amb una portella evidrada resguardada per una teuladeta de teules.